# Bataille de Braga (1809)
Pour les articles homonymes, voir Bataille de Braga.
Guerre d'indépendance espagnole
Batailles
- Chaves
- Villafranca (1re)
- Braga
- Amarante
- Lugo
- Verín
- Porto (1re)
- Vigo
- Grijó
- Porto (2de)
- Ponte Sampaio

La bataille de Braga ou bataille de Lanhoso commença le 18 mars 1809 et se termina le 20 mars. Les combats ainsi que la bataille eurent surtout lieu ce dernier jour. Cette bataille est parfois aussi appelée bataille de Carvalho-da-Heste.

## Contexte
Cette bataille s'inscrit dans le cadre de la seconde invasion française du Portugal dirigée par le maréchal Soult. Les Français après être entrés au Portugal par la prise de Chaves se dirigent vers Braga.

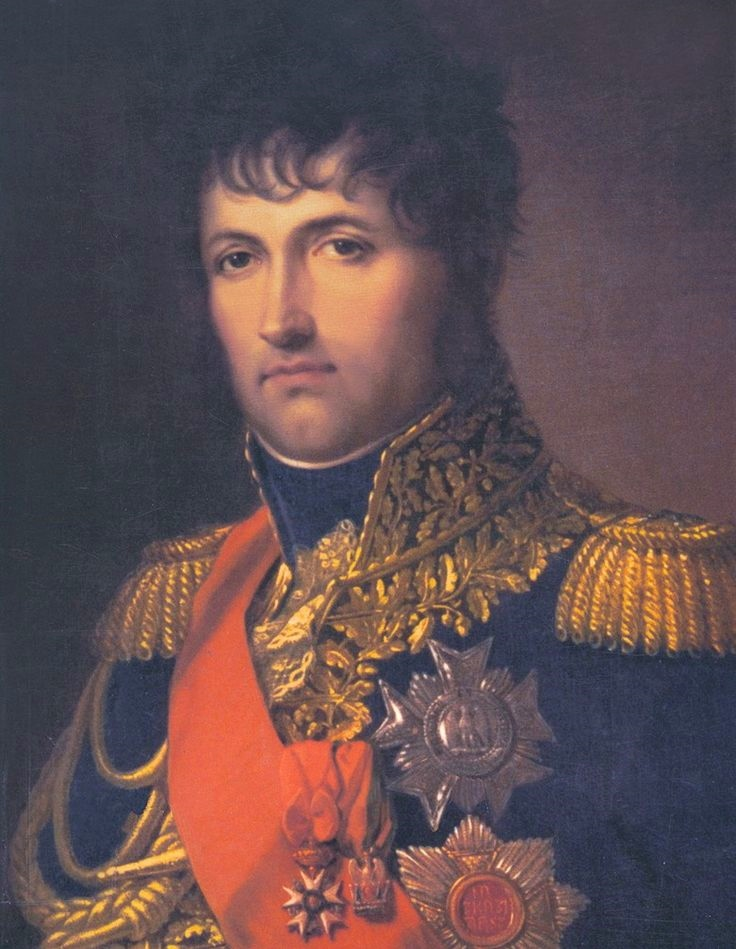
Jean-de-Dieu Soult

Le général Bernardim Freire de Andrade, commandant en chef des forces portugaises est assassiné le 17 mars 1809 par des paysans-soldats portugais. En effet, voulant se replier sur Porto, les paysans l'assassinèrent car ils eurent l'impression « qu'il trahissait leur cause ». 
Bernardim Freire de Andrade commandait une armée portugaise qui comptait environ 25 000 hommes, selon Charles Oman et 23 000 hommes selon Gaston Bodart. Digby Smith a déclaré qu'ils avaient 18 canons. Les troupes les mieux armées étaient le 2e bataillon de la Légion loyale lusitanienne (700 hommes), faisant partie du 9ème Régiment d'Infanterie Viana, et de la milice de Braga. Il y avait aussi 15 à 20 canons. Le reste de l'armée de Freire se composait d'environ 23 000  ordenanza  dont 5 000 étaient équipés d'armes à feu, 11 000 de piques et le reste d'outils agricoles. Cette horde occupait une position longue de 6 mi (9,7 km) au sommet d'une crête à l'est de Braga. Freire a commis une erreur en gardant sa force près de Braga et en ne défendant que les cols de montagne avec des avant-postes de moins de 100 hommes. La seule exception était la position de Salamonde que Freire occupait avec 300 soldats réguliers.
Au matin du 20 mars, tout le corps de Soult était présent sauf la division Merle. Oman a estimé que les Français avaient 13 000 fantassins et 3 000 cavaliers; Bodart a donné les mêmes totaux, tandis que Smith a déclaré que les Français avait 16 650 hommes et 12 canons. Sachant qu'il faisait face à une armée de populace, Soult décida de livrer un assaut frontal, croyant que la formation ennemie s'effondrerait dès que les Français fermaient avec ça. Delaborde et Houssaye reçurent l'ordre de prendre d'assaut le centre portugais où la route principale traversait le Monte Adaufé. Mermet et Franceschi ont été chargés d'attaquer le flanc droit portugais sur Monte Vallongo. L'une des brigades d'Heudelet attaquerait le flanc gauche portugais, tandis que l'autre brigade et la cavalerie de Lorge restaient en réserve. La brigade d'assaut était dirigée par Jean François Graindorge tandis que le brigade de réserve était sous Jean-Pierre Maransin.

## Déroulement de la bataille
Après avoir pris la ville de Chaves, les troupes du maréchal Soult marchent vers Braga lorsque l'avant-garde est arrêtée entre Ruivães et Salamonde par l'armée portugaise sous les ordres du général Freyre. Ces défilés furent emportés à la baïonnette.
Le 17 mars 1809, l'armée française vint prendre position sur les hauteurs de Carvalho (village portugais). Elle put apercevoir l'armée portugaise rangée en ordre de bataille sur les montagnes en avant de Braga.
Le 18, pour déborder la droite française, les Portugais prennent le village le Linoso, village qui sera repris le 19 par les Français.
Le 19 mars 1809, l'avant-garde du général Francesqui s'empare du village de Lanhoso.
Les sources ne permettent pas de savoir si le village de Lanhoso et le village de Linoso sont deux orthographes pour un même village ou si ce sont deux villages distincts. Il semblerait d'après la carte que ce soit un seul et même village.
Le 20 mars à 7 heures du matin, l'armée française se met en ordre de bataille.
Le centre de l'armée française se compose de la division du général Delaborde et de la division de dragons du général Lorge. La division Mermet forme l'aile gauche et est soutenue par la division de cavalerie légère de Francesqui. Et la division Heudelet forme l'aile droite.
À 7 h 30 du matin, la division d'infanterie du général Delaborde se met en mouvement en direction des lignes ennemies sans riposter au feu de celle-ci. Cette marche audacieuse, l'ordre et la régularité des mouvements, intimident les Portugais. Peu avant le choc entre les deux lignes, les Portugais s'enfuient. Ils sont alors poursuivis et massacrés sans relâche par la cavalerie française.
La bataille tourne au carnage.

## Résultats
Soult a rapporté que 4 000 Portugais ont été tués et 400 faits prisonniers, et que les Français ont capturé 17 canons et 5 drapeaux'. Soult a admis que les Français avaient perdu 40 morts et 160 blessés, tandis que Bodart faisait état de 400 morts français et Smith estimèrent les pertes françaises à 600. Un témoin français rapporta que ses soldats ne donnaient que quartier aux hommes en uniforme et tuaient les autres. Oman a expliqué la disproportion de tués par rapport aux prisonniers du fait que les soldats français étaient dans un état "d'irritation nerveuse" d'avoir été constamment la cible de tireurs d'élite et d'embuscades. Néanmoins, il a écrit qu'il n'y avait aucune excuse pour le massacre en gros qui s'est produit car les pertes françaises étaient relativement légères. Dans son rapport officiel, Eben a admis n'avoir perdu que 1 000 hommes, dont plus de 200 de la Légion loyale lusitanienne.
Les Français ont d'abord cru que le massacre unilatéral mettrait fin à la guérilla qu'ils avaient subie, mais ils ont été rapidement déçus. Alors que de nombreux survivants portugais de la débâcle rentraient chez eux, une grande force s'est rassemblée derrière la rivière Ave et s'est préparée à défendre ses passages. Les forces portugaises ont bloqué le corps de Soult de tout contact avec Tui dans le nord-ouest de l'Espagne et les troupes de Silveira ont harcelé les convois entre Braga et Chaves. Soult accorda à ses troupes trois jours de repos à Braga, tout en envoyant sa cavalerie en reconnaissance dans la campagne entre celle-ci et la rivière Ave. Laissant la division Heudelet tenir Braga et garder ses 600 malades et blessés, Soult marche vers le sud.

## Suite des opérations au Portugal fin mars 1809
Les Français prirent dès lors la ville de Braga.
Du 20 au 26, le maréchal Soult fit assurer ses communications en envoyant sur divers points des colonnes d'infanterie et de cavalerie. Les villes de Barcelos et Guimarães furent prises. La prise de Guimarães donna lieu à un féroce combat au cours duquel le général Jardon fut tué.
Après avoir passé l'Ave et forcé le défilé de Sidreira, les Français se mirent en direction de Porto, ce qui donna lieu à la bataille de Porto.

## Sources et Références
p. 12, 13,14
1. ↑  Oman 1995, p. 231.
2. 1 2 3 4  Bodart 1908, p. 394.
3. 1 2 3  Smith 1998, p. 282.
4. 1 2 3  Oman 1995, p. 234.
5. ↑  Oman 1995, p. 228.
6. ↑  Voir la carte de l'infobox.
7. ↑  
Charles Antoine Thoumas, Les grands cavaliers du Premier Empire. Notices biographiques. Série 2
8. ↑  
Abel Hugo, France militaire. Histoire des armées françaises de terre et de mer de 1792 à 1837, Volume 4, Delloye, Paris, 1838
9. 1 2  Oman 1995, p. 236.
10. 1 2 3  Oman 1995, p. 237.